# Clinton Rickards
Clinton Rickards – nowozelandzki judoka.
Srebrny medalista mistrzostw Oceanii w 1985. Mistrz kraju w 1985 i 1986 roku.